# Nomoneuroides
Nomoneuroides är ett släkte av tvåvingar. Nomoneuroides ingår i familjen Mydidae.
Kladogram enligt Catalogue of Life:
| Nomoneuroides | \| \| Nomoneuroides brunneus \| \| \| \| \| \| Nomoneuroides melas \| \| \| \| \| \| Nomoneuroides natalensis \| \| \| \| |
|               | \| \| Nomoneuroides brunneus \| \| \| \| \| \| Nomoneuroides melas \| \| \| \| \| \| Nomoneuroides natalensis \| \| \| \| |
|               | Nomoneuroides brunneus |
|               | |
|               | Nomoneuroides melas |
|               | |
|               | Nomoneuroides natalensis                                                                                                  |
|               | |